# Horizont van Beusdal
De Horizont van Beusdal is een dunne laag in de ondergrond van het Nederlandse Zuid-Limburg en het omringende gebied in Duitsland en België. De horizont is onderdeel van de Formatie van Vaals en stamt uit het laatste deel van het Krijt (het Campanien).
Normaal gesproken ligt de Horizont van Beusdal boven op het oudere Zand van Vaalsbroek en onder het jongere Zand van Beusdal (beide ook onderdeel van de Formatie van Vaals).
Deze horizont is vernoemd naar Beusdal.